# Герштейн, Михаил Львович
Михаил Львович Герштейн (англ. Mikhail L. Gershteyn) — американский физик, поэт и писатель.

## Биография
Родился 4 июня 1958 года в еврейской семье в Горьком (ныне Нижний Новгород). Окончил физико-математическую школу и радиофизический факультет Нижегородского государственного университета. Приобрёл известность как соавтор физической теории, объединяющей электричество и гравитацию, а также как поэт и прозаик. В 1989—1990 годах эмигрировал с женой и детьми в Соединённые Штаты Америки и поселился в Бостоне, где работал в Массачусетском технологическом институте и основал компанию по научному приборостроению.
Печатается в книгах, журналах, газетах и интернет-изданиях.
В 2006 году на американском телеканале NewTV вышел посвящённый поэзии М. Л. Герштейна фильм «Снежинки тают на губах», а в 2013 фильм о нижегородском периоде его жизни «В зачарованном царстве своём».
Соавтор сценария документального фильма «Разведка боем. Встреча с Эренбургом», который демонстрировался в США, Канаде, Израиле, странах Европы, России и в странах бывшего Советского Союза.
Соавтор сценария документального фильма «Вторая жизнь. Бостон (Second Life. Boston)», получившего награду NewTV « Лучшая передача 2012 года».

## Научная деятельность
В 1987 году в соавторстве с Львом Герштейном выдвинул новую теорию, объединяющую электричество и гравитацию — The Attractive Universe Theory. В теории предполагается, что электрическое притяжение — это фундаментальная сила, а отталкивание есть следствие притяжения зарядов к веществу окружающей Вселенной. Каждый из одноимённых зарядов как бы «перехватывает» у другого часть притяжения к Вселенной, в результате «одноимённые заряды не отталкиваются друг от друга, а притягиваются к окружающим телам и растаскиваются ими в разные стороны». Притяжение в этой теории слегка преобладает над отталкиванием, а их нескомпенсированный остаток отождествляется с гравитацией. Сила гравитации оказывается зависимой от состояния вещества Вселенной, что приводит к её возможной зависимости от ориентации тел в пространстве, то есть, к анизотропии.
Рекомендуя статью о теории к выпуску, известный радиоастроном, член-корреспондент АН СССР Всеволод Сергеевич Троицкий писал:

В работе даётся геометрическая модель, позволяющая объяснить гравитационное и электрическое притяжение единой силой. Работа в пределах сделанных предположений является логичной и в этом смысле несомненно заслуживает внимания.

В 1988 году работа была выпущена редакцией ведущего научного журнала «Радиофизика», который возглавлял тогда лауреат нобелевской премии академик Виталий Лазаревич Гинзбург. Статье были посвящены научные семинары в Институтe прикладной физики РАН и в Научно-исследовательском радиофизическом институте. В обсуждении теории приняли участие многие известные физики и астрофизики, в том числе лауреат нобелевской премии академик Андрей Дмитриевич Сахаров. В 1987 году американский Фонд исследования гравитации (Gravity Research Foundation) напечатал английский перевод работы, который, позже, был перепечатан и в других источниках.
В 2002 году совместно с Львом Герштейном, Аркадием Герштейном и Олегом Карагиозом опубликовал научную статью по анализу анизотропии в измерениях гравитационной постоянной — Experimental evidence that the gravitational constant varies with orientation. Статья была напечатана научным журналом Gravitation and Cosmology и стала научной сенсацией. Новостное агентство United Press International написало о Михаиле Л. Герштейне

Русский физик из Массачусетского Технологического Института объявил о экспериментальных данных, которые могут отменить важнейшую научную догму о том, что знаменитая ньютоновская гравитационная постоянная, обозначающаяся буквой «G», остаётся неизменной где бы, когда бы и как бы она ни была измерена.

Сообщение об этом появилось и на русском языке.
Полемике с работой была посвящена статья в ведущем научном журнале Physics Letters A Nano-constraints on the spatial anisotropy of the gravitational constant. В полемике оппоненты заключают, что исходя из гравиметрических измерений и данных по лазерной локации Луны, относительная величина анизотропии гравитационной постоянной должна быть ограничена наноуровнем. В дискуссиях было также указано на возможную зависимость меры анизотропии от величины гравитирующих масс и расстояния между ними. На статьи Михаила Л. Герштейна также ссылаются в книге по материалам Института Передовых Исследований НАТО, в трудах Королевского Научного Общества и во многих других научных публикациях.
В 2004 году журнал The Economist в обзорной статье о новых теориях гравитации Gravitational anomalies: An invisible hand? написал о предположении Михаила Герштейна, как об одном из наиболее радикальных предположений в современной физике, наряду с Модифицированной ньютоновской динамикой.
В 2010 году совместно с Иосифом Герштейном предложил теорию коллективного скачкообразного происхождения биологических видов — The Theory of Collective Discontinuous Evolution. В теории предполагается, что виды образуются в моменты, когда множество особей в популяции подвергается однородным и почти одновременным мутациям, которые вызываются вирусами.

## Литературные занятия
С 1970-x лет пишет стихи и прозу. Первые публикации появились в студенческой газете Радиофизического факультета Нижегородского государственного университета, редактором которой он был позже избран. С 1987 года публиковался в литературном разделе журнала Химия и Жизнь, тираж которого в то время составлял 240.000 экземпляров, а также печатался в журналах «Клуб и художественная самодеятельность» и других изданиях. В период перестройки устраивает публичные поэтические чтения, в том числе на улицах и площадях Нижнего Новгорода. В литературном творчестве российского периода отразились настроения того поколения советской интеллигенции, чья юность пришлась на брежневскую эпоху застоя, а молодость на перестройку. В лирических воспоминаниях о детстве рисует картины российского быта шестидесятых годов двадцатого века:

«Первые годы его детства прошли в деревянном доме во дворе на улице с булыжной мостовой. В своих поэтических миниатюрах он восстанавливает атмосферу жизни в этих давно снесенных дворах».

В 1987 году выпускает самиздатовский альманах молодых нижегородских поэтов, прозаиков и художников «Письмо для всех». После переезда в США проводит русские литературные вечера в Бостоне. Печатается в ведущих американских русскоязычных газетах Новое русское слово, Еврейский Мир, «Новый Меридиан», в израильской газете Маарив (в переводе на иврит) и в интернет изданиях. В 2002 году выступает как один из авторов книги «Четверо под одной крышей». В 2008 году выходит книга Михаила Л. Герштейна «Люблю, но разве может слово». В Бостоне и в Нижнем Новгороде проходят авторские вечера с представлением книги читателям.
«Люблю, но разве может слово» — это прежде всего поэтическая автобиография. В книге собраны стихи семидесятых, восьмидесятых, девяностых и двухтысячных годов. Опубликованы миниатюры о детстве, путевые заметки, эссе о законах природы и смысле жизни, пишет о книге сайт jooy.ru.

«В своих рассказах Михаил Герштейн как бы подмигивает своим героям», — пишет поэт Наум Коржавин".

Книга «Люблю, но разве может слово» переиздаётся в 2011 году издательством Директмедиа Паблишинг, а в 2013 году московским издательством «Зебра Е». Подборки стихов из неё печатаются в литературных журналax (журнал Заметки по еврейской истории № 4(151),2012, Михаил Герштейн, «Люблю но разве может слово» стихи из книги, «Новый журнал» 2013, № 272, Михаил Герштейн, «Люблю, но разве может слово…»), афоризмы и строчки широко цитируются. Журналист Самсон Кацман пишет о стихах из этой книги:

"Лирические стихи сборника различаются и по-своему рисунку, и по тональности. Гулкие, акварельные, протяжные как эхо юности. Ёмкие, афористичные, клокочущие, требовательные. Со всей амплитудой авторского темперамента: от нежности и поклонения до страсти и ревности. Но самый частый герой сборника — это мгновения, миги жизни. Порой красивые, порой печальные и щемящие как memento mori*.

В 2010 году выпускается аудиодиск «Люблю, но разве может слово» («Poetry of Mikhail Gershteyn») с записью авторского чтения поэзии.

Журналист и театровед Алла Цыбульская пишет: «В этих поэтических строках — не просто зарисовки-воспоминания о быте, обидах, природе и обиходе. За ними встает много боли. И именно боль возвышает над описаниями, становится бытием. Ахматова говорила, что без трагедии поэту состояться трудно. В стихотвореньях Михаила Герштейна ощутимо трагическое начало» (Заметки по еврейской истории 2012, № 4(151))

В своих литературно-философских эссе касается тем поиска смысла жизни и приоритетов в политике, а также свободы воли и происхождения понятия «закон природы».
Печатается в журналах и газетах России, Америки и Израиля. Стал героем документального фильма, посвящённого его поэзии. Композитор и автор-исполнитель Злата Раздолина создала на его стихи композицию «Я встал с утра в любви».
В 2006 году совместно с Марией Герштейн написал сценарий документального фильма «Разведка боем. Встреча с Эренбургом», который стал победителем американского кинофестиваля городов (Hometown Video Awards) и был показан русскоязычным международным телеканалом RTVI в США , Канаде, Израиле, России, Европе и странах бывшего Советского Союза. Фильм был тепло встречен историками (академиками Александром Фурсенко и Борисом Ананьичем) и литераторами (Бенедиктом Сарновым, Еленой Чуковской, Мариэттой Чудаковой). Статьи о нём были опубликованы в газете Еврейский Мир, в журнале Контакт-Contact и в других изданиях. Демонстрацией фильма открывались посвящённые Эренбургу выставки 18 мая 2006 года в музее Ахматовой в Петербурге, 14 января 2011 года в Музее Цветаевой в Москве и вечер к 120-летию рождения Эренбурга 6 февраля 2011 года в еврейском культурном центре SHOREFRONT в Нью-Йорке.
Выступает как соавтор сценария документального фильма «Вторая жизнь. Бостон (Second Life. Boston)» режиссёра Марии Герштейн. В 2013 году о фильме написала крупнейшая бостонская газета The Boston Globe (At Russian festival, pride interlaces with sadness By Calvin Hennick, Boston Globe, April 27, 2013).
В статье сообщается, что фильм получил награду NewTV «Лучшая передача 2012 года».
В том же 2013 году на NewTV, в серии Russian Poetry выxoдит документальный фильм Charmed Kingdom (русское название «В зачарованном царстве своём») о нижегородском периоде жизни М. Л. Герштейна и фильм Russian Poetry: Fragments (Бостон. Город и люди. Поэтические фрагменты), представляющий русскоязычных поэтов Бостона. Вместе с Михаилом Герштейном в фильме читают свои стихи Наум Коржавин, Леопольд Эпштейн, Александр Габриэль.

## Политическая активность
В 1978 году на комсомольском собрании один проголосовал против исключения из комсомола двух студенток, подавших заявление на выезд в Израиль. Вскоре после этого был снят с поста редактора студенческой газеты.
1 мая 1989 года в городе Горьком арестован за участие в демонстрации «Демократического союза». Освобождён после трёх суток сухой голодовки.
После переезда в Америку публикует в общеамериканских русскоязычных газетах и интернет-изданиях статьи с резкой критикой псевдолиберализма и Демократической партии США. Настаивает на том, что надо различать истинных либералов и псевдолибералов:

«Истинные либералы и демократы, должны бы сегодня …всеми силами поддерживать борьбу с мусульманским терроризмом, который вообще отрицает право „неверных“ на жизнь». Псевдолибералы же «не только не борются с чумой исламофашизма, а наоборот, сосредотачивают своё возмущение и критику именно на тех политиках и государствах, которые эту чуму пытаются остановить».

Называет псевдолиберализм СПИД-ом современной западной цивилизации, подрывающим её защитные силы. Современным лидером истинного либерализма считает голландского политика и публициста Герта Вилдерса (Geert Wilders) и поддерживает его..

## Философские взгляды
В 2004 году публикует в ведущем российском журнале «Химия и жизнь — XXI век» эссе «Законы природы или человека?». В эссе утверждает, что понятие «закон природы» родилось из представления о законах государственных. Рассматривает такое перенесение понятия из общественной жизни в науку, как пример понимания природы путём приписывания ей человеческих свойств: «Мы одушевляем, чтобы понять».
Там же пишет, что основным инструментом науки является использование сравнений и метафор: «Наука, как и поэзия, держится за метафору как слепой за палку. Однако, в отличие от поэзии, наука не стесняется раз за разом пользоваться одними и теми же сравнениями, заставляя их работать на регулярной основе».
В 2003 году в открытой переписке с физиком М. И. Петелиным Герштейн полемизирует с известным выводом Пьера-Симо́на Лапласа о полной определённости будущего («Discussion about Laplacian Determinism»).
Согласно Лапласу, будущее Вселенной полностью определено прошлым. Для доказательства этого Лаплас предложил мысленный эксперимент, в котором вымышленное разумное существо (An intelligent being или Демон Лапласа), получает информацию о положении и скорости всех частиц во Вселенной в некоторый момент времени и, пользуясь законами движения, полностью предсказывает будущее: «Для такого разума ничего не было бы неясного и будущее существовало бы в его глазах точно так же, как прошлое» (Laplace, Pierre Simon ,Essai philosophique sur les probabilités (1840)). Герштейн возражает : «Принцип Лапласа по-прежнему представляется мне неверным. Дело в том, что предсказывающее существо (An intelligent being) само есть часть мира (Universe). Наличие у такого существа свободной воли выражается хотя бы в его решении осуществлять предсказание. Но существо со свободной волей может произвольно вмешаться в процесс то есть изменять будущее, следовательно, будущее неопределённо».
Герштейн высказывает убеждение, что природа науки неразрывно связана с осуществлением воли человека: «..процесс познания принципиально направлен на то, чтобы научиться что-то изменять, то есть, осуществлять волю. Мы пытаемся предсказать на каком-то временном этапе будущее, чтобы его изменить. Например, отойти, когда летит кирпич. Пытаться вывести из научных моделей отсутствие свободной воли представляется мне также безнадёжным, как считать, что с развитием слесарных инструментов мы сможем предсказать поведение слесарей».
В 2006 году в эссе «Письмо детям о смысле жизни» анализирует различные понимания вопроса о смысле жизни.
Связывает постановку индивидуумом этого вопроса с особенностями его воспитания: «Человеку, воспитанному в атмосфере организованного мышления, деятельность по достижению цели обычно даётся гораздо легче, чем её нелогичная, интуитивная, волевая постановка. Именно поэтому, у него есть желание поверить в независимые от нашего выбора, истинные смыслы и цели собственной жизни…» Там же Герштейн пишет: «… верить, что единый, независимый от человека и окончательный смысл жизни существует — вредно. Это мешает наслаждаться неповторимым танцем настоящего и быть готовым к неожиданным поворотам. На сегодняшний день, я верю не в абсолютный смысл, а в постоянные ценности, прежде всего, в семью, друзей и близость к своему народу».

## Фильмография
- «Разведка боем. Встреча с Эренбургом» (Encounter with Ehrenburg 2006), Соавтор сценария. Прочтение стихов Эренбурга.
- «Снежинки тают на губах», Авторское чтение стихов.
- «Набоков: счастливые годы», Прочтение стихов Владимира Набокова.
- «Вторая жизнь. Бостон» (Second Life. Boston. 2012), Соавтор сценария.
- «В зачарованном царстве своём», Авторское чтение стихов.
- «Бостон. Город и люди. Поэтические фрагменты.» , Авторское чтение стихов.

## Книги
- Четверо под одной крышей — Нижний Новгород, издательство «Деком», 2002, ISBN 5-89533-062-6
- Герштейн М. Л. «Люблю, но разве может слово…» — Санкт-Петербург-Бостон, издательство AttractiveUniverse.com, 2008, ISBN 978-0-9814601-3-0
- Герштейн М. Л. «Люблю, но разве может слово…» — Москва: Директ-Медиа, 2011. — 293 с. ISBN 978-5-9989-6381-0
- «Люблю, но разве может слово…»/ Михаил Л. Герштейн — М.: Зебра Е, 2013. −320 c. ISBN 978-5-906339-18-8

## Научные ссылки

### Научные труды
- Gershteyn, M.L.& Gershteyn, L.I. «A New Approach to the Electricity and Gravity Amalgamation.» Redaktsiya Izvestiya Vuzov Radiophysica., Gorky, 1988 deposited in VINITI 28.09.88, No 7196-B88 (1988). In RUSSIAN
- Gershteyn, M.L.& Gershteyn, L.I. «A NEW Approach to the Electricity and Gravity Amalgamation.» Gravity Research Foundation, 1997, In ENGLISH (недоступная ссылка)
- Gershteyn, Mikhail, Gershteyn, Lev, «The Attractive Universe Theory (AUT): New Approach to Electricity and Gravity Amalgamation» Demetrius at The Australian National University , 2004
- Experimental evidence that the gravitational constant varies with orientation,Gershteyn, M.L., Gershteyn, L.I., Gershteyn, A.M., Karagioz, O.V.Gravitation and Cosmology, Vol. 8, iss. 3, p.243-246 (недоступная ссылка)
- Gershteyn, Mikhail L. and Gershteyn, Iosif. Evolution is Viral: The Theory of Collective Discontinuous Evolution. Available from Nature Precedings (2010)

## Литературные ссылки

### Литературные публикации в периодических изданиях
- Герштейн М. Л. — Прикладная статистика. // Химия и жизнь,1987, № 7
- Герштейн М. Л. — Всемогущая медицина. // Химия и жизнь,1988, № 3
- Герштейн М. Л. . — Трудный шеф. // Химия и жизнь,1988, № 3
- Герштейн М. Л. — Законы природы или человека?// Химия и жизнь — XXI век, 2004,№ 5
- Михаил Л. Герштейн, Лицемерие левой пропаганды, или Как демократы начали войну с Ираком. Новое русское слово, 26-27 мая, 2007, с 8
- Михаил Л. Герштейн , Обама: изменения, несовместимые с жизнью. Новое русское слово, 13-14 сентября , 2008, с 11
- Михаил Л. Герштейн, Что случилось с Америкой? Новое русское слово, 1-2 ноября, 2008, с 11
- Михаил Герштейн, Предательство под маской объективности, Еврейский Мир, N 833, 8-15 Мая, 2008
- Михаил Герштейн, Человеколюбивые помощники людоедов, Еврейский Мир, 24 Апреля, 2009
- Михаил Герштейн, Поклонник вермахта на Первом канале,Еврейский Мир,Сентябрь 6th, 2011
- Михаил Л. Герштейн, Клеветникам Америки. «Новый Меридиан» № 708, 6-13 июня, 2007, с 2
- Михаил Львович Герштейн Стихи на Еврейскую тему,Центральный еврейский ресурс Sem 40.ru, 4-07-2011
- Михаил Львович Герштейн , Короткие рассказы со старого двора, Центральный еврейский ресурс Sem 40.ru, 23-07-2011
- Михаил Львович Герштейн, Эмиграция Путевые заметки 1989 года, Центральный еврейский ресурс Sem 40.ru, 18-08-2011
- Михаил Львович Герштейн, На Мосту, Центральный еврейский ресурс Sem 40.ru, 24-12-2011
- Герштейн М. Л. Письмо детям о смысле жизни, 2006, сайт, посвященный экзистенциальной и гуманистической психологии hpsy.ru
- Михаил Герштейн, «Люблю но разве может слово» Стихи из новой книги, журнал Заметки по еврейской истории № 4(151),2012, http://berkovich-zametki.com/2012/Zametki/Nomer4/Kacman1.php
- Михаил Герштейн, стихи, историко-литературная антология Бостон. Город и люди. — Бостон: M-Graphics Publishing, 2012, стр 349—350
- Михаил Л. Герштейн, стихи. Нижегородский альманах ЗЕМЛЯКИ. Выпуск тринадцатый. Нижний Новгород: издательство «Книги», 2012, стр 128—131
- Герштейн М. Л. «ТЫ НЕ МОЖЕШЬ ОСТАТЬСЯ В ТЕНИ, ЕСЛИ САМ ИЗЛУЧАЕШЬ СВЕТ (авторская подборка стихов и афоризмов для любителей экзистенциализма)» публикация на сайте экзистенциальной и гуманистической психологии HPSY.RU , 2012, 16 сентября , http://hpsy.ru/public/x5519.htm
- Mихаил Герштейн « Последний шанс очнуться. Сказ о президентских выборах-2012», NY,RUNYweb.com, 21 Октября, 2012, http://www.runyweb.com/articles/usa-today/last-chance-to-wake-up-tale-of-the-2012-presidential-election.html
- Михаил Л. Герштейн «Подлог и подлость от одного корня.» Заметки по еврейской истории, Авг 11, 2012, http://club.berkovich-zametki.com/?p=1135
- Михаил Герштейн « Способный и способный на всё», «Mы здесь» N 365, 26 июля- 1 августа 2012, http://newswe.com/index.php?go=Pages&in=view&id=5118
- Новый журнал 2013, № 272, с 56-58, Михаил Герштейн «Люблю, но разве может слово…» Я проснуля сегодня в Америке
- Михаил Герштейн в Журнальном зале

### Публикации о жизни и литературном творчестве М. Л. Герштейна
- интервью для американской газеты Новое русское слово, NRS, 15—16 марта, 2008, стр. 11
- Журнал Контакт, Контакт-Contact № 158, Татьяна Файнберг, В погоне за мгновеньем, январь, 2011, Boston, стр. 90—93
- интервью нью-йоркскому новостному порталу RUNYweb.com Михаил Герштейн — физик и лирик в одном лице. 14 ноября, 2010, Беседовал Геннадий Кацов
- публикация Информационной службы фонда «Русский мир», http://www.russkiymir.ru/russkiymir/ru/news/ruregions/news1295.html
- публикация телеграфного агентства НТА-Приволжье, http://www.nta-nn.ru/news/item/?ID=165286,
- публикация информационного агентства ВРЕМЯ. http://www.xn----ctbj2ago1i.xn--p1ai/news/nizhegorodtsy_vstretjatsja_s_bostonskim_kinorezhisserom.html
- публикация «Университетской Библиотекой он лайне», Директмедиа Паблишинг, http://www.biblioclub.ru/book/58225/
- журнал Заметки по еврейской истории № 4(151), 2012, Самсон Кацман, О сборнике Михаила Герштейна «Люблю, но разве может слово…», http://berkovich-zametki.com/2012/Zametki/Nomer4/Kacman1.php
- предисловие редакции сайта экзистенциальной и гуманистической психологии HPSY.RU к публикации стихов и цитат М. Л. Герштейна , 2012, 16 сентября , http://hpsy.ru/public/x5519.htm
- предисловие редакции сайта http://goldenwords.org к публикации афоризмов М. Л. Герштейна http://goldenwords.org/aphorisms/author/gershtejn_mihail_lvovich/
- историко-литературная антология Бостон. Город и люди. — Бостон: M-Graphics Publishing, 2012, стр. 381
- интервью о фильмe «Вторая жизнь. Бостон» на Русском радио Бостона (Russian Boston Radio) в передаче «Культура и Современность», 2012 http://ruboradio.com/podcast/mp3/Kultura55.mp3
- публикация о М. Л. Герштейне издательства «Зебра Е», http://www.zebrae.ru/?show=authors&id=428
- издательство «Зебра Е» о книге М. Л. Герштейна «Люблю, но разве может слово…», http://www.zebrae.ru/?show=items&id=805
- отзыв о поэзии М. Л. Герштейна в журнале Знамя № 2, 2013, Ирина Чайковская, Бостон. Город и люди, http://magazines.gorky.media/znamia/2013/2/ch24.html
- Голос Америки Апрель 27, 2013. Русский Бостон. Беседа кинокритика Олега Сулькина с режиссёром фильма «Вторая жизнь. Boston» Марией Герштейн и соавтором сценария Михаилом Герштейном.
- Новый журнал 2013, № 272, стр. 388

## Изобретения
- Метод и устройство для определения степени защиты кожи человека от солнечного излучения: Mikhail Gershteyn et al,Methods and apparatus for determining an ability of a region of skin to withstand exposure to harmful radiation US Patent number: 6348694, Feb 19, 2002
- Способ поддержания уровня бодрствования человека-оператора : авторское свидетельство № 1572611, СССР. А. И. Вайсман, И. С. Шендерова, М. Л. Герштейн и др. Заявл. 31.05.88; Опубл. 23.06.90)